# 枝原黑麗魚
枝原黑麗魚，為輻鰭魚綱鱸形目隆頭魚亞目慈鯛科的其中一種，被IUCN列為易危保育類動物，分布於非洲馬拉威湖南部流域，體長可達14公分，棲息在沙石底質水域，生活習性不明，可做為觀賞魚。

## 擴展閱讀
維基物種上的相關：枝原黑麗魚